# Вулиця Єсеніна (Мінськ)
Вулиця Єсеніна (біл. Ву́ліца Ясе́ніна) — вулиця в Московському районі Мінська, центральна вулиця мікрорайону Малинівка.
Довжина вулиці — 4,15 км.
Названа на честь поета Сергія Єсеніна.

## Розташування
- Починається від проспекту Дзержинського біля перехрестя, утвореного проспектом Дзержинського і вулицями Єсеніна і Яна Чечота.
- Закінчується біля вулиці Слобідській, в 140 метрах  від Мінської кільцевої автомобільної дороги.
- Перетинає вулиці Космонавтів, Громова та Рафієва, має Т-подібні перехрестя зі Слобідським проїздом і вулицею Слобідської (вулиця Слобідська починається і закінчується біля вулиці Єсеніна).
- До перетину з вулицею Космонавтів відокремлює мікрорайон Малинівка-1 (альтернативна назва — Південно-захід-5) від мікрорайонів Малинівка-9 і Малинівка-8.
- Після перетину з вулицею Космонавтів є кордоном мікрорайонів Малинівка-7, Малинівка-6, Малинівка-5, Малинівка-4.

## Відомі будівлі та споруди
- Торговий центр «ProStore»
- Торговий центр «Maximus JSC Sabanikh»
- Диспетчерська станція «Малинівка-4»
- Дитяча поліклініка № 8
- Доросла поліклініка № 25

## Громадський транспорт
- По вулиці прокладено маршрути громадського транспорту (автобусні, тролейбусні, маршрутного таксі).